# العلاقات الأرجنتينية الموريتانية
العلاقات الأرجنتينية الموريتانية هي العلاقات الثنائية التي تجمع بين الأرجنتين وموريتانيا.

## مقارنة بين البلدين
هذه مقارنة عامة ومرجعية للدولتين:
| وجه المقارنة                                              | الأرجنتين                                               | موريتانيا                 |
| --------------------------------------------------------- | ------------------------------------------------------- | ------------------------- |
| المساحة (كم2)                                             | 2.78 مليون                                              | 1.03 مليون                |
| عدد السكان (نسمة)                                         | 44.27 مليون                                             | 4.42 مليون                |
| الكثافة السكانية (ن./كم²)                                 | 15.92                                                   | 4.29                      |
| العاصمة                                                   | بوينس آيرس                                              | نواكشوط                   |
| اللغة الرسمية                                             | اللغة الإسبانية                                         | اللغة العربية، لغة فرنسية |
| العملة                                                    | البيزو الأرجنتيني 1983 ‏، بيزو أرجنتيني، أسترال أرجنتيني | أوقية موريتانية، أوقية ‏   |
| الناتج المحلي الإجمالي (بليون دولار)                      | 637.59 مليار                                            | 5.02 مليار                |
| الناتج المحلي الإجمالي (تعادل القوة الشرائية) بليون دولار | 883.02 مليار                                            |                           |
| الناتج المحلي الإجمالي الاسمي للفرد دولار أمريكي          | 13.43 ألف                                               |                           |
| الناتج المحلي الإجمالي للفرد دولار أمريكي                 |                                                         | 3.91 ألف                  |
| مؤشر التنمية البشرية                                      | 0.827                                                   | 0.506                     |
| رمز المكالمات الدولي                                      | +54                                                     | +222                      |
| رمز الإنترنت                                              | .ar                                                     | .mr                       |
| المنطقة الزمنية                                           | 00                                                      | 00                        |

## منظمات دولية مشتركة
يشترك البلدان في عضوية مجموعة من المنظمات الدولية، منها:
| علم المنظمة | اسم المنظمة                               | تاريخ انضمام الأرجنتين | تاريخ انضمام موريتانيا |
| ----------- | ----------------------------------------- | ---------------------- | ---------------------- |
|             | مؤسسة التنمية الدولية                     | 3 أغسطس 1962           | 10 سبتمبر 1963         |
|             | البنك الإفريقي للتنمية                    | ?                      | ?                      |
|             | يونسكو                                    | 15 سبتمبر 1948         | 10 يناير 1962          |
|             | مؤسسة التمويل الدولية                     | 13 أكتوبر 1959         | 29 ديسمبر 1967         |
|             | منظمة حظر الأسلحة الكيميائية              | ?                      | ?                      |
|             | الأمم المتحدة                             | 24 أكتوبر 1945         | 27 أكتوبر 1961         |
|             | الاتحاد الدولي للاتصالات                  | 1889                   | 18 أبريل 1962          |
|             | منظمة الشرطة الجنائية الدولية             | ?                      | ?                      |
|             | البنك الدولي للإنشاء والتعمير             | 20 سبتمبر 1956         | 10 سبتمبر 1963         |
|             | الاتحاد البريدي العالمي                   | ?                      | ?                      |
|             | المركز الدولي لتسوية المنازعات الاستشارية | 18 نوفمبر 1994         | 14 أكتوبر 1966         |
|             | وكالة ضمان الاستثمار متعدد الأطراف        | 11 فبراير 1992         | 8 سبتمبر 1992          |
|             | منظمة التجارة العالمية                    | ?                      | 31 مايو 1995           |

## وصلات خارجية
- موقع وزارة الخارجية الأرجنتينية